# Balta Verde, Mehedinți
Balta Verde este un sat în comuna Gogoșu din județul Mehedinți, Oltenia, România.

## Galerie de imagini

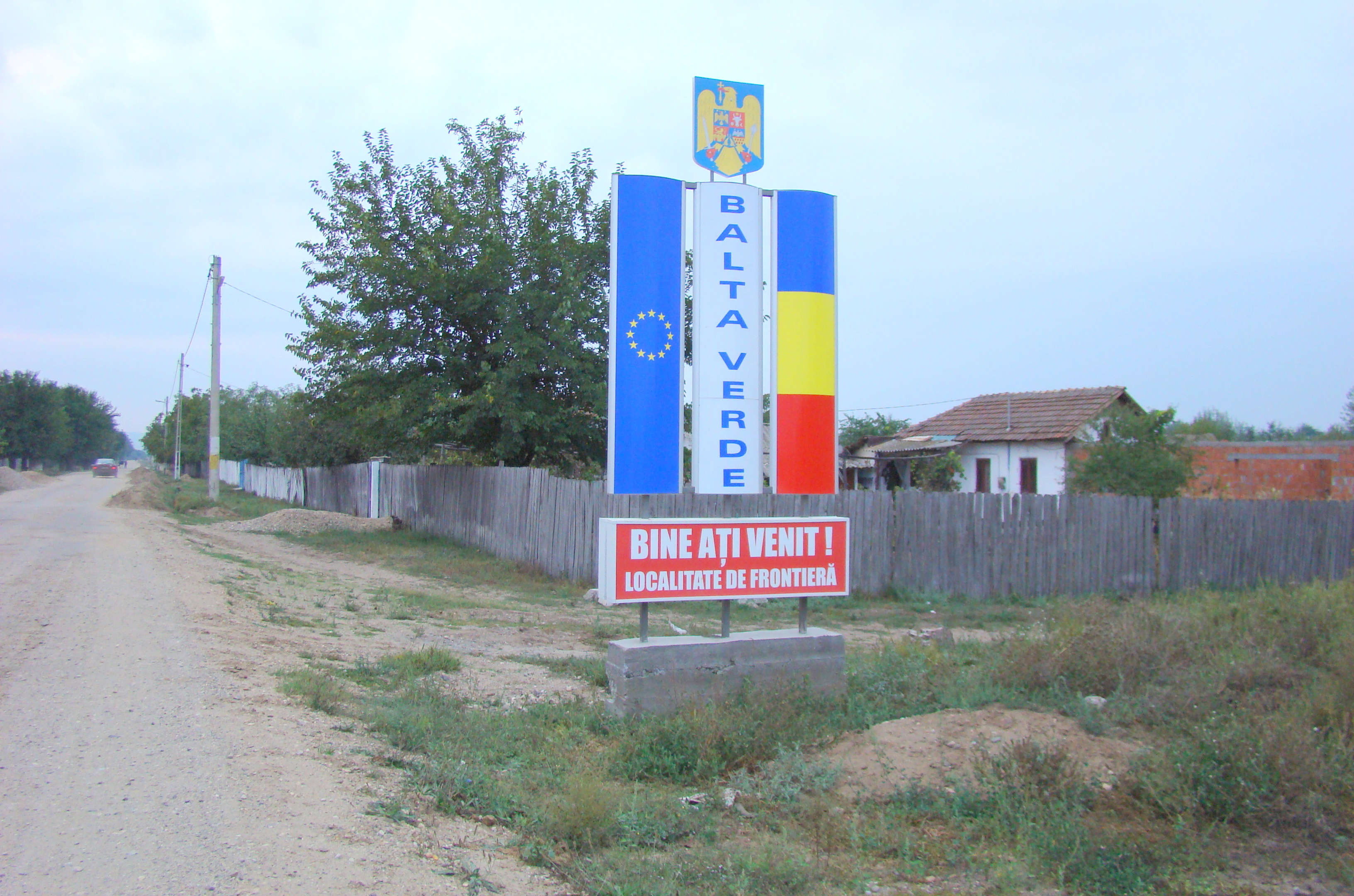
Sat Balta Verde, comuna Gogoșu, județul Mehedinți
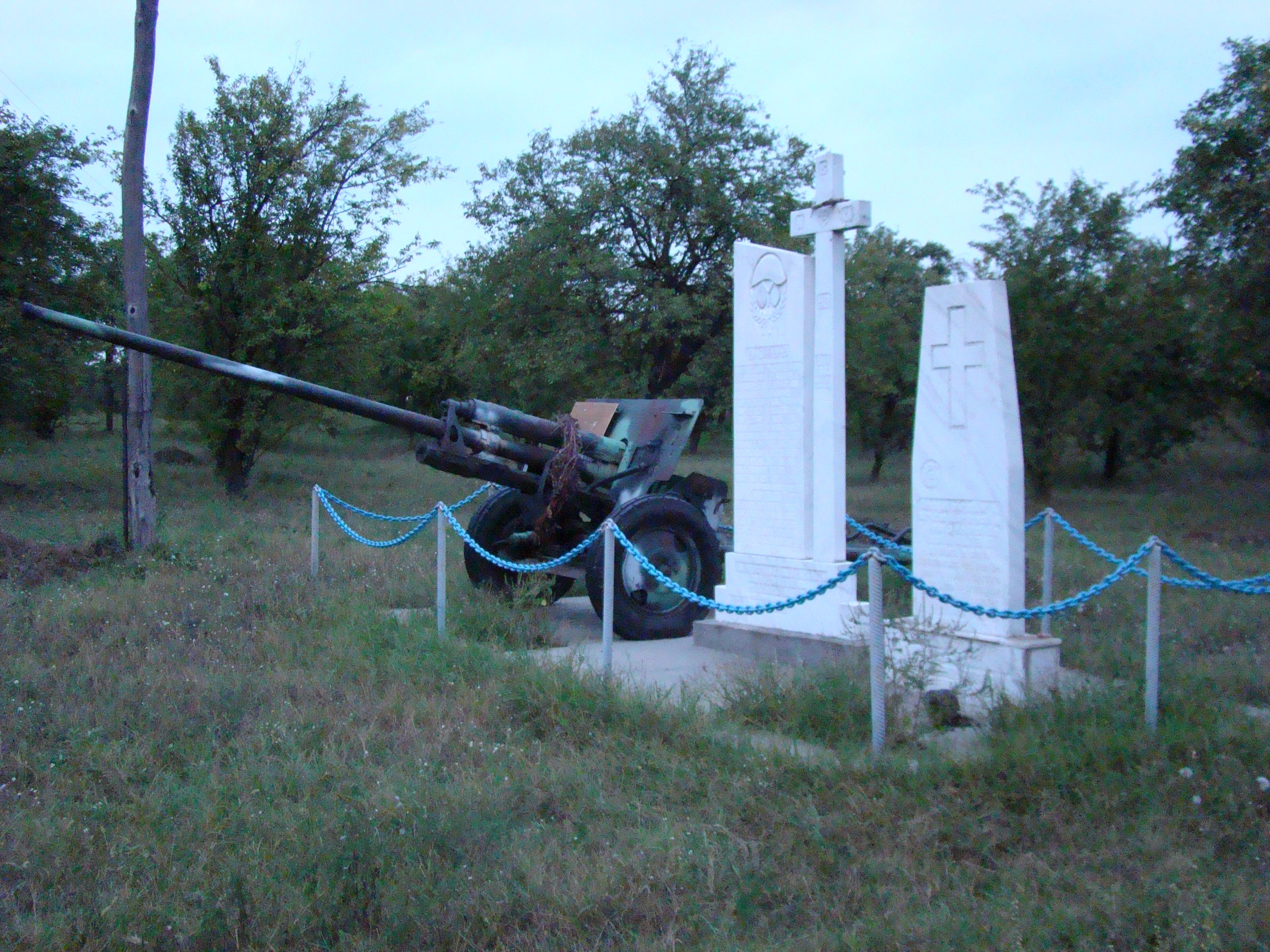
Monumentul Eroilor din războiul de independență și cele două războaie mondiale, ridicat, din marmură, în 2003
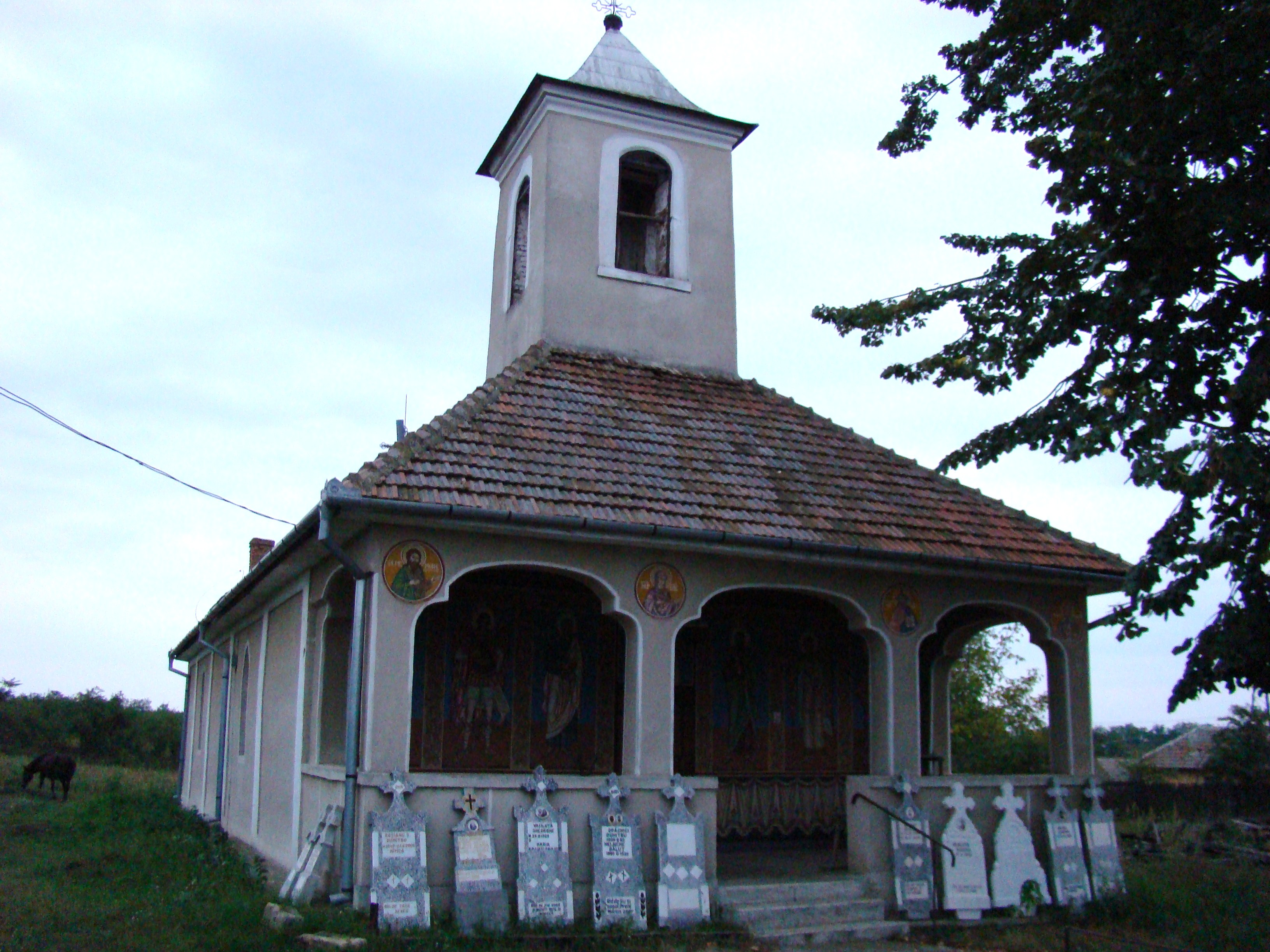
Biserica ortodoxă „Sf. Ierarh Nicolae” reconstruită între anii 1986-2000
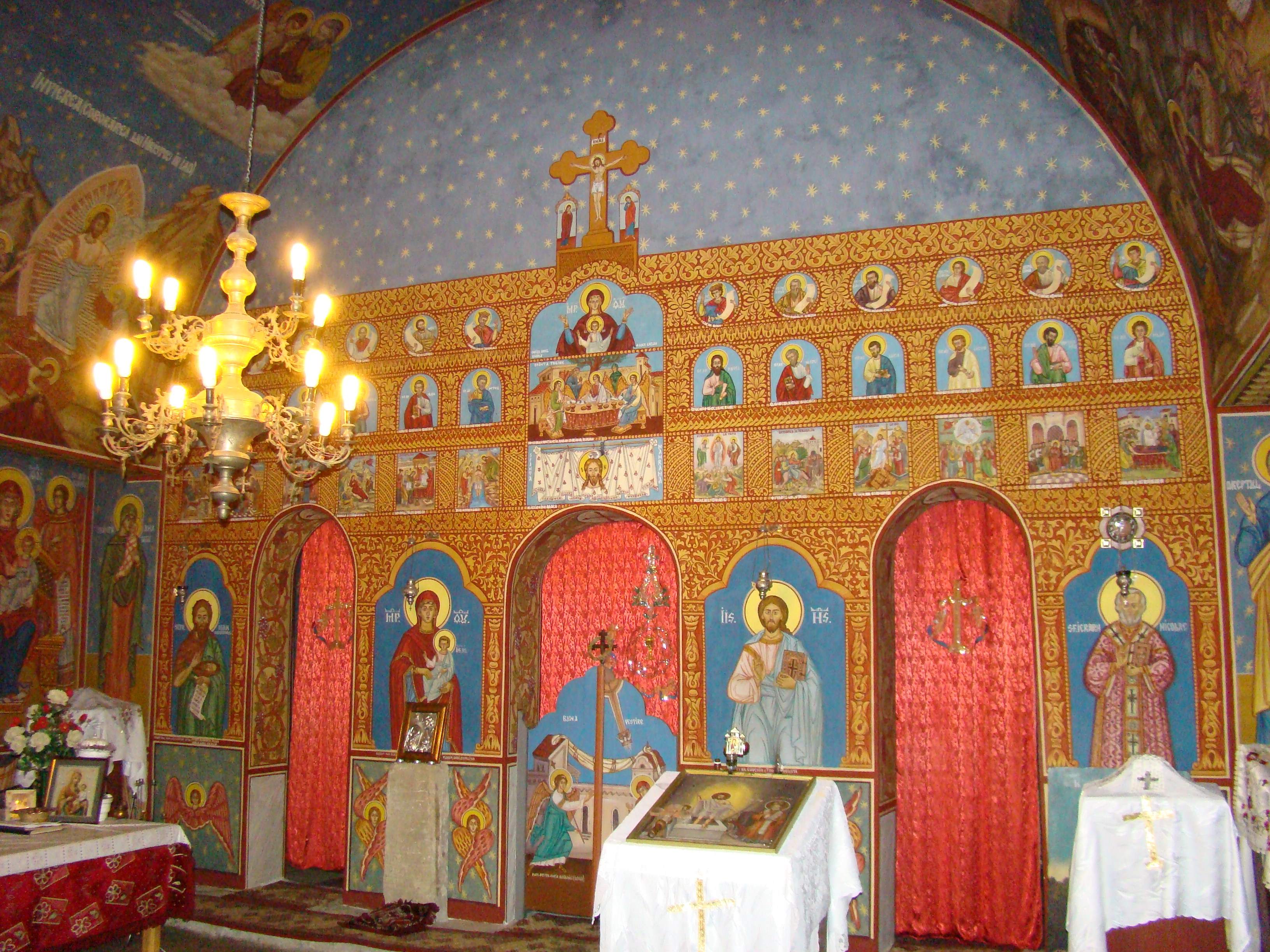
Biserica ortodoxă, iconostasul
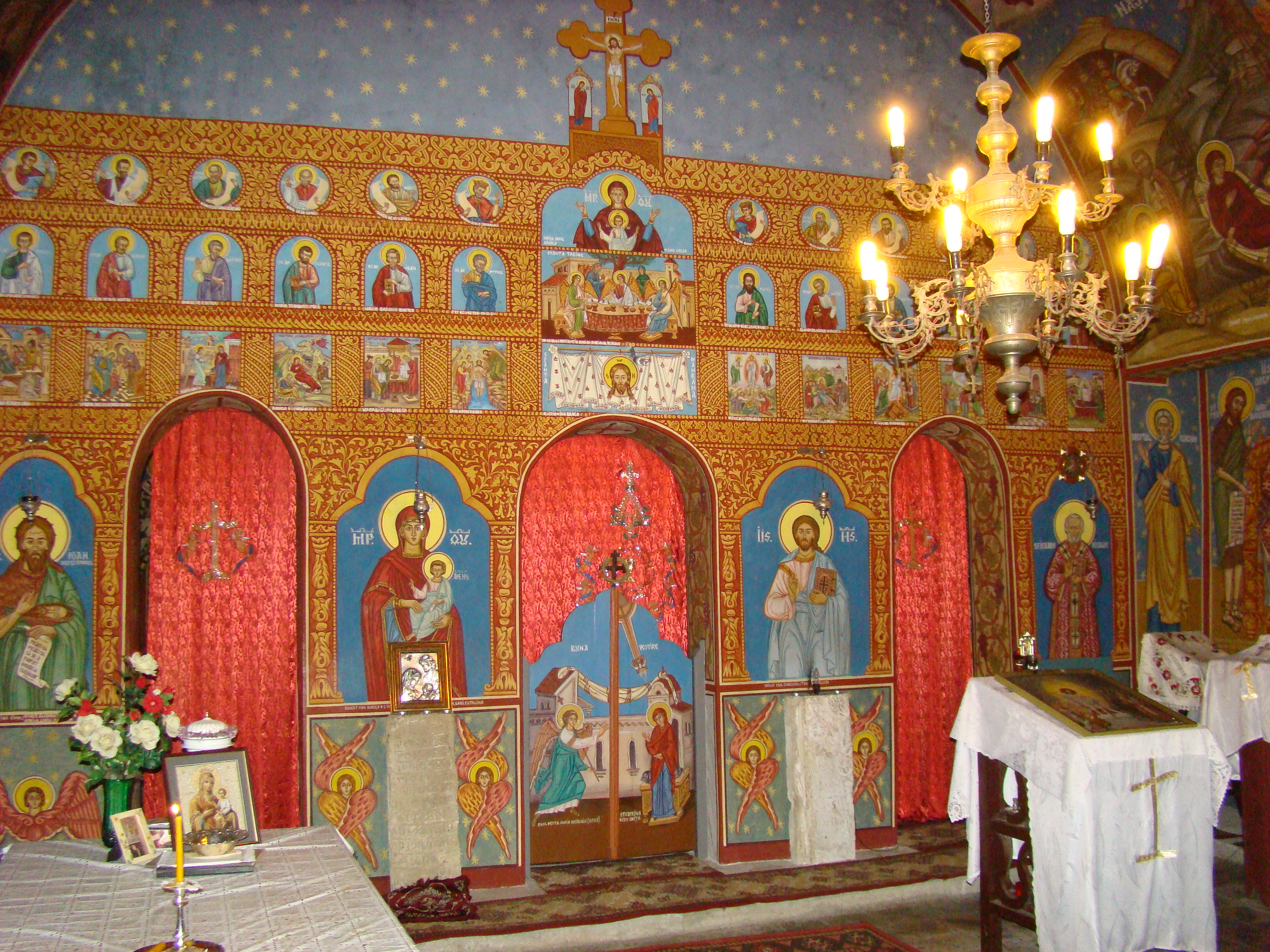
Biserica ortodoxă, preot paroh Drăghici Marius. În pavajul bisericii sunt încastrate patru cărămizi din piciorul podului lui Traian.
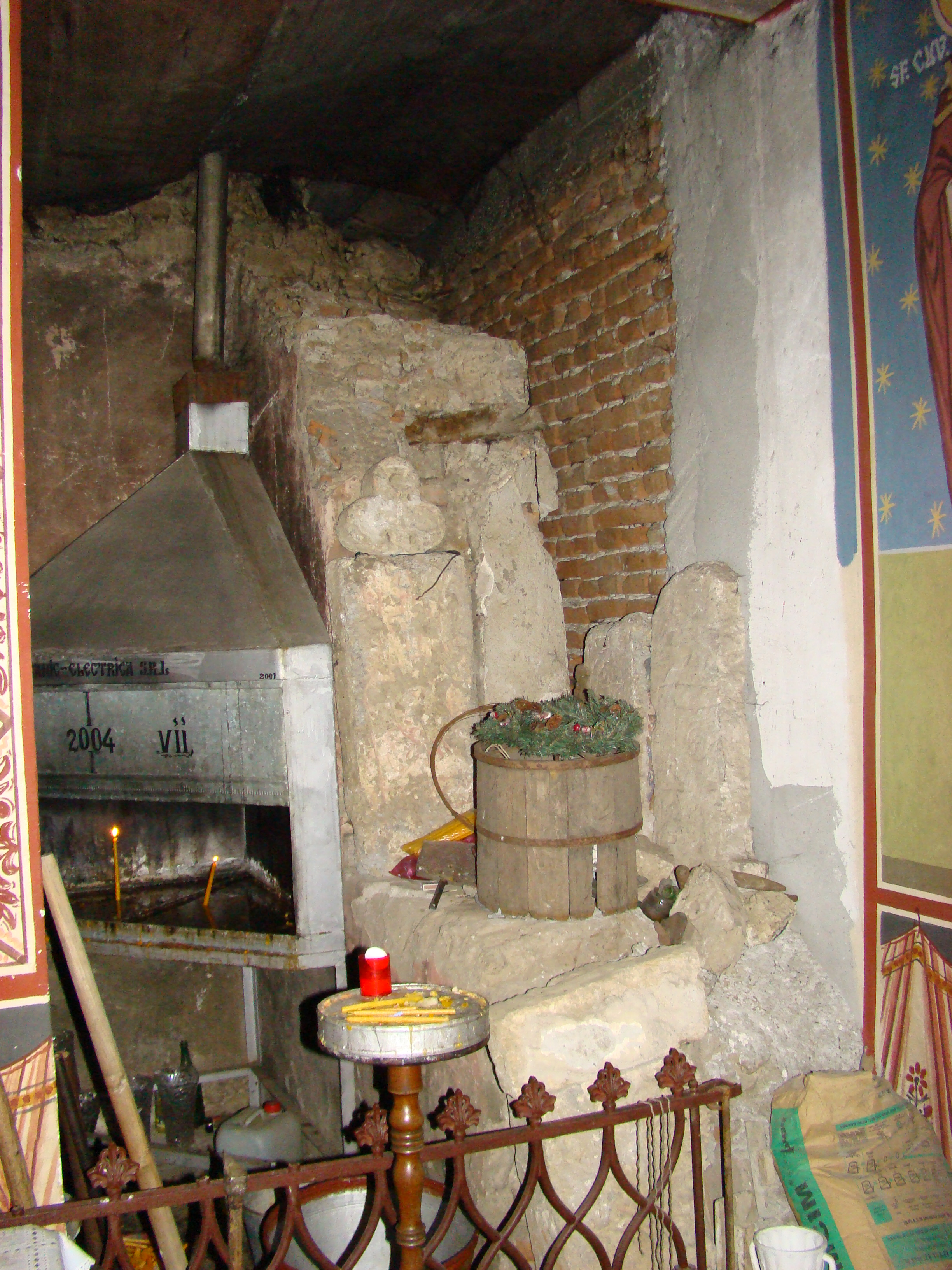
Fragment din zidul vechii biserici, distrusă de cutremurul din 4 martie 1977 și banița dăruită de Alexandru Ioan Cuza preotului Furtună